# Forkastningsvatnet
Der Forkastningsvatnet (norwegisch für Verwerfungsee) ist ein See an der Prinzessin-Astrid-Küste des ostantarktischen Königin-Maud-Lands. In der Schirmacher-Oase liegt er westlich der Sundsvassheia. 
Wissenschaftler des Norwegischen Polarinstituts benannten ihn.